# Horní Lomnice (Hradiště)
Horní Lomnice (deutsch Ober Lomitz) ist eine Wüstung auf dem Truppenübungsplatz Hradiště in Tschechien. Sie liegt 13 Kilometer nordöstlich von Karlovy Vary und gehört zum Okres Karlovy Vary.

## Geographie
Horní Lomnice befand sich im Westen des Duppauer Gebirges im unteren Tal der Lomnice (Lomitzbach), das zugleich die Scheide zwischen der Jehličenská hornatina (Hengbergplatte) im Norden und der Hradišťská hornatina (Burgstadtler Masse) im Süden bildet. Nördlich erhebt sich der Na Hřebenu (602 m n.m.), im Nordosten der Špičák (Spitzberg; 628 m n.m.), östlich der U Střelnice (636 m n.m.), im Südosten der Pustý zámek (Oedschloßberg; 933 m n.m.) und der Na Hradě (594 m n.m.), südwestlich der Na Větrné (573 m n.m.) und der Na Klobouku (604 m n.m.), im Westen die Bučina (Buchkoppe; 582 m n.m.) sowie nordwestlich der Uhlířský vrch (Kohlleitenberg; 532 m n.m.).
Nachbarorte waren Lipoltov (Lappersdorf) im Norden, Pastviny (Ranzengrün) im Nordosten, Mühlschuster im Osten, Zakšov (Sachsengrün) und Dunkelsberg im Südosten, Mlýnská (Mühldorf) und Stará Ves (Altdorf) im Süden, Svatobor (Zwetbau), Dubina (Eichenhof) und U mostu (Egerbrück) im Südwesten, Nová Kyselka (Rittersgrün), Kyselka (Gießhübl-Sauerbrunn) und Dolní Lomnice (Unter Lomitz) im Westen sowie Radošov (Rodisfort), Velichov (Welchau) und Hradiště (Burgstadtl) im Nordwesten.

## Geschichte
Das sich am Unterlauf des gleichnamigen Baches hinziehende Dorf Lomnicz ist seit dem 13. Jahrhundert als Besitz des Klosters Ossegg nachweisbar und war Teil der Schömitzer Klostergüter. Lomnicz wird zumeist mit Dolní Lomnice gleichgesetzt. Nach Ansicht von Zdena Binterová soll auch das obere Dorf (Horní Lomnice) bereits zu dieser Zeit existiert haben.
Nachdem Schömitz und weitere Dörfer dem Kloster während der Hussitenkriege entzogen und 1434 durch König Sigismund der Herrschaft Engelsburg zugeschlagen worden waren, trat Abt Johann V. 1465 Lomnicz an König Georg von Podiebrad ab. Dieser erweiterte 1466 die Herrschaft Engelsburg um zehn Dörfer – dabei wurde erstmals auch Oberlomnicz erwähnt – und schenkte sie seinem Sohn Hynek. Nachfolgend wechselten die Besitzer der Herrschaft in rascher Folge. Um 1536 wurde das Dorf als Oberlomitz, 1567 als Obrlamiczer, 1570 als Obrlamicz und 1579 als Ober Lamtz bezeichnet. Im Jahre 1570 erwarben die Herren Colonna von Fels die Herrschaft Engelsburg, nach der Schlacht am Weißen Berg wurde sie 1622 als konfiszierter Besitz des Leonhard Colonna von Fels an Hermann Czernin von Chudenitz verkauft. In dieser Zeit wurde die Herrschaft Engelsburg der Herrschaft Gießhübel zugeschlagen. In der berní rula von 1654 sind für Ober Lomitz vier Bauern und zwei Chalupner aufgeführt, sämtliche Häuser befanden sich in einem guten Zustand. Im Laufe des 18. Jahrhunderts gelangte Ober Lomitz an die Herrschaft Duppau, kam jedoch zu Beginn des 19. Jahrhunderts wieder an die Herrschaft Gießhübel zurück. 1785 wurde das Dorf Ober-Lamnitz bzw. Lamitz genannt. 1829 trat Johann Anton Hladik die Herrschaft Gießhübel gemeinschaftlich seiner Tochter Antonia und dem Schwiegersohn Wilhelm von Neuberg ab.
Im Jahre 1845 bestand das im Elbogener Kreis gelegene Dorf Ober-Lomitz aus 25 Häusern mit 151 deutschsprachigen Einwohnern. Pfarrort war Sachsengrün. Bis zur Mitte des 19. Jahrhunderts blieb Ober-Lomitz der Herrschaft Gießhübel untertänig.
Nach der Aufhebung der Patrimonialherrschaften bildete Ober Lomitz / Horní Lomnice ab 1849 eine Gemeinde im Gerichtsbezirk Karlsbad. Ab 1868 gehörte Ober Lomitz zum Bezirk Karlsbad. Im Jahre 1869 bestand die Gemeinde aus 26 Häusern und hatte 172 Einwohner. Zwischen 1869 und 1890 gehörte Ranzengrün als Ortsteil zu Ober Lomitz. Schulort war Unter Lomitz. Im Jahre 1900 hatte Ober Lomitz 222 Einwohner, 1910 waren es 211. Durch das Dorf führte die Straße von Duppau nach Gießhübl-Sauerbrunn und weiter nach Karlsbad.
Nach dem Ersten Weltkrieg zerfiel der Vielvölkerstaat Österreich-Ungarn, die Gemeinde wurde 1918 Teil der neu gebildeten Tschechoslowakischen Republik. Beim Zensus von 1921 lebten in den 43 Häusern von Ober Lomitz 217 Deutsche. 1930 lebten in den 43 Häusern der Gemeinde 248 Personen. Nach dem Münchner Abkommen wurde Ober Lomitz 1938 dem Deutschen Reich zugeschlagen und gehörte zunächst zum Landkreis Karlsbad; zum 1. Mai 1939 erfolgte die Umgliederung in den Landkreis Kaaden. Im Jahre 1939 hatte die Gemeinde 233 Einwohner. Nach dem Ende des Zweiten Weltkrieges kam Horní Lomnice zur wiedererrichteten Tschechoslowakei zurück. Die während der Besatzungszeit erfolgte Umgliederung wurde 1945 aufgehoben. Nach der Aussiedlung der deutschen Bewohner gelang es nicht, Horní Lomnice mit Tschechen wieder zu besiedeln. 1945 wurde in Horní Lomnice eine örtliche Verwaltungskommission ins Leben gerufen, die auch für die gleichfalls verödeten Gemeinden Lipoltov, Mlýnská, Pastviny, Stará Ves und Svatobor zuständig war. Ab 1946 gehörte Horní Lomnice zum Okres Karlovy Vary-okolí. 1949 wurde eine gemeinschaftliche Feuerwehr für Horní Lomnice, Lipoltov, Mlýnská, Pastviny, Stará Ves und Svatobor gebildet. Im Jahre 1950 lebten in den 29 Häusern von Horní Lomnice nur noch 6 Personen.
1953 erfolgte die Absiedlung des Dorfes und seine Eingliederung in den neuen Truppenübungsplatz Hradiště. In den Folgejahren wurden die Häuser des verlassenen Dorfes sukzessive abgebrochen. Heute sind von Horní Lomnice nur noch die von Gestrüpp überwachsenen Grundmauern einiger Häuser zu erkennen.

## Ortsgliederung
Die Wüstung Horní Lomnice ist Teil des Katastralbezirkes Bražec u Hradiště.